# Progreso Nacional
La colonia Progreso Nacional está ubicada al norte de la ciudad, en la alcaldía Gustavo A. Madero. La colonia toma su nombre de un poblado de tan solo 12 habitantes, en el municipio de San Juan Bautista valle Nacional, en el estado de Oaxaca de Juárez, pocos kilómetros al oeste de la cabecera municipal, con una altura de 100 m s. n. m., unos 100 km al norte de la capital del estado. 
Las colonias circundantes también llevan nombres de poblados con menos de 50 habitantes, como Santiaguito (municipio de Santa Bárbara, Chihuahua), Santiago Atepetlac (municipio de Pedro Escobedo, Querétaro), San José de la Escalera (Otáez, Durango) y Guadalupe Proletaria (Veracruz).[cita requerida]

## Calles
La colonia se caracteriza por tener las calles en números de 1 al 40, la calle 7 tiene el nombre de Javier Rojo Gómez y la calle 9 Juventino Rosas, Calle Alfonso Corona del Rosal desde la cuchilla de calle 29 calle 3 hasta la cuchilla de la calle 29 y 32, continuando como calle 33, Las avenidas principales son
- Eje Central Lázaro Cárdenas
- Eje 1 Poniente
- Avenida Río de los Remedios
- Perlillar
- Tres Anegas
- Guadalupe Proletaria

### Límites
La colonia limita al norte con la avenida Guadalupe Proletaria, al sur con la avenida Río de los Remedios, al este con Periférico-Río Tlalnepantla, al oeste con el eje 1 Poniente Calzada de Vallejo.[cita requerida]
Sus colonias vecinas son: Guadalupe Proletaria, Santiago Atepetlac, San José de la Escalera y Ampliación Progreso Nacional.[cita requerida]

### Acontecimientos
Durante los años 1950 y 1970, se registraron inundaciones que afectaron la vida de los habitantes, pues la lluvias debilitaban el borde del río, y la escuela Juan B. Salazar funcionaba como albergue. Por ello, en los años 1970 se instaló el drenaje profundo para resolver estos problemas. Se han registrado operativos para desmantelar grupos de narcomenudistas, como parte de programas de la Secretaría de Seguridad Pública de la Ciudad de México.[cita requerida]

### Problemas
Debido a que la colonia se encuentra asentada sobre el extinto lago de Texcoco, y la extracción de agua, se ha venido presentado una inundación en el centro de la colonia por las pesadas construcciones, sobre todo avenida Río de los Remedios se puede apreciar una grieta y en tiempo de lluvias lo más afectado es el mercado y sus alrededores, pues ya que los puestos ambulantes al terminar sus actividades dejan la basura y con las lluvias se tapan las coladeras y provoca inundaciones menores.
Se tienen problemas de delincuencia pues ya que la colonia es considerada de insegura por la falta de alumbrado público y más seguridad al punto se que registran balaceras con desenlaces fatales, venta de droga asaltos y secuestros.
Alrededor de 1995 hasta el 2006 la colonia Progreso Nacional fue dominada por una organización delictiva comandada por un sujeto conocido como "El Chuy" un personaje muy famoso durante esa década; durante ese lapso de tiempo, la Progreso Nacional tuvo un aumento en el número de homicidios y el narcomenudeo creció muchísimo en la zona.
La construcción de la Autopista Naucalpan-Ecatepec trajo como consecuencia que el deportivo Huitlacoche Medel, (remodelado durante el periodo de Joel Ortega Cuevas a cargo de la delegación) fuera destruido parcialmente quitando las bancas de concreto, dos canchas de basqueball y la zona de columpios y resbaladillas sin que hasta el momento alguna autoridad tanto del Estado de México como de la alcaldía Gustavo A. Madero respondan a los daños y sean reparados.
A partir de la calle 33 y hasta la calle 40 es un sitio muy inseguro y de constantes asaltos a los vecinos de la unidad la selvita como a estudiantes de CETIs 166 que a diario tiene que pasar por ahí ya sea de día o de noche y sufren un asalto y en algunas ocasiones violaciones a las alumnas de dicha escuela, a pesar de que hay un módulo de vigilancia, este se encuentra vacío y no hay presencia de policías y los mismos padres de familia de las secundarias y Cetis han organizado rondines arriesgado su integridad física ante cualquier peligro.

### Actividad y comercio
Como toda colonia, tiene 1 mercado ubicado en calle 12 y calle 28 en donde se encuentran todo tipo de productos, durante los sábados y domingos se instala en la avenida Progreso Nacional un tianguis que abarca desde el Eje Central Lázaro Cárdenas hasta la calle 8, donde se vende, ropa, comida, discos, chácharas y artículos de consumo personal. Se tiene tiendas de abarrotes y pequeñas tiendas de autoservicio.

### Transporte
Cuenta con una base de microbuses al fondo de la colonia que utiliza el ramal Metro La Raza - CETIS 166 La Selvita. Por Eje central pasa el RTP, la Línea 3 del Metrobús con las estaciones Tres Anegas, Progreso Nacional, Dos Bases de Taxis ubicados en calle 17 y Tres Anegas y calle 29 y calle 28. Por Río de los Remedios pasa la Autopista Naucalpan-Ecatepec.
Dentro de la colonia se cuenta con servicio de bicitaxis y recientemente se ha introducido los mototaxis, que no están permitidos oficialmente, pues quienes los operan en su mayoría son jóvenes de 15 a 25 años que se encuentran bajo los efectos del consumo de sustancias tóxicas.

### Escuelas y sitios de interés
La colonia cuenta con las siguientes escuelas oficiales:
- Primaria Profesor Juan B. Salazar
- Primaria República Mexicana
- Primaria Jerónimo Figueroa
- Primaria Ramón López Velarde
- Primaria Presidente Juárez
- Secundaria Diurna 240
- Secundaria Técnica 50
- CETis 166
- Jardín de niños Gloria Carbajal, Nezahualcóyotl, Tonanitla

Cuenta con la Iglesia del Sagrado Corazón de Jesús que cada mes de junio se pone una feria para conmemorar a la imagen del templo. Al igual en la iglesia de Guadalupe ubicada al fondo de la colonia. Cada año se realiza en Semana Santa el Vía Crucis que ocupa varias calles de la colonia.
También esta la iglesia de Santiago Apóstol que cada 20 de julio se hace una fiesta con fuegos artificiales simbolizando templo y ocupa varias calles de feria.

### Servicios
Cuenta con el Parque Reacreativo Huitlacoche (Avenida de los Remedios), el C.S.S. del IMSS donde se imparten cursos, Casa de cultura, 3 unidades habitacionales: La selvita, Vallejo y uno exclusivo para los maestros en el fondo de la calle 15, panteón de Santiaguito, cuenta con un Bancomer. Ludoteca y Biblioteca Lázaro Cárdenas.